# Římskokatolická duchovní správa Svatý Hostýn
Římskokatolická duchovní správa Svatý Hostýn je samostatná právnická osoba, která spravuje poutní místo Svatý Hostýn s bazilikou Nanebevzetí Panny Marie, ležící na území farnosti Bystřice pod Hostýnem v děkanátu Holešov.

## Historie duchovní správy
Svatý Hostýn představuje jedno z nejvýznamnějších poutních míst v českých zemích.
Pozdně barokní, klasicisující kostel dokončený v roce 1747 byl postaven podle plánů architekta olomouckých biskupů Ignáce Cyraniho z Bolleshousu. V roce 1784 byl chrám v rámci josefínských reforem odsvěcen a zrušen. Kostel zbavený vybavení i střechy chátral, až byl v polovině 19. století na základě peticí z farností obnoven do dnešní podoby a znovu vysvěcen.

## Duchovní správci
Duchovní správu od roku 1887 zajišťuje řád Tovaryšstva Ježíšova (jezuité). Dne 13. dubna 1950 při likvidaci řeholních domů komunistickými státními orgány, byla jezuitská duchovní správa na Svatém Hostýně zrušena a až do února 1990 zde byla duchovní správa vedena diecézními kněžími. Poté se na Svatý Hostýn opět vrátila jezuitská řeholní komunita. Duchovním správcem (rektorem) byl od září 2005 P. Jiří Šolc, SJ, od srpna 2018 do ledna 2019 P. Josef Čunek, SJ. Od 1. února 2019 se opět rektorem Duchovní správy stal P. Jiří Šolc, SJ. Toho od 24. dubna téhož roku vystřídal P. Josef Stuchlý, SJ. K 1. 5. 2021 převzal úlohu rektora a představeného P. Ladislav Nosek, SJ.
V září 2024 bylo oznámeno, že na podzim roku 2025 opustí jezuité duchovní správu poutního místa. Ta bude svěřena diecézním kněžím.

## Aktivity
V areálu poutního domu se pořádají celoročně kněžské exercicie a duchovní cvičení pro různé profese či zaměstnance církve, lektory, studenty, seniory apod.